# جرجی استول
جرجی استول (انگلیسی: Georgie Stoll؛ ۷ مه ۱۹۰۲ – ۱۸ ژانویه ۱۹۸۵) یک آهنگساز، و رهبر ارکستر اهل ایالات متحده آمریکا بود.
از فیلم‌های او می‌توان به ممکن بود آن شب باشد اشاره کرد.
وی همچنین برنده جوایزی همچون جایزه اسکار بهترین موسیقی فیلم شده‌است.